# Макаровская, Гера Владимировна
Ге́ра Влади́мировна Макаро́вская (2 февраля 1928, с. Елань, Саратовская губерния — 10 июня 2014, Саратов) — российский литературовед, кандидат филологических наук (1955), доцент (1956), старший научный сотрудник (1972—1974) СГУ им. Н. Г. Чернышевского. Специалист по проблемам исторической романистики.

## Биография
Семья Геры Владимировны часто переезжала из одного села Саратовской области в другое из-за постоянных смен места работы её отца-агронома. Владимир Павлович Макаровский был человеком непростой судьбы. Вся его родня по мужской линии была из сельских священников, дед Г. В. Макаровской служил в приходе с. Пады Балашовского уезда Саратовской губернии. Дом священника постройки 1812 года сохранился там до сих пор. Мать — Чупрыгина Антонина Фёдоровна — родом из многодетной крестьянской семьи с. Турки Балашовского уезда; была дочерью рано умершего от тифа деревенского кузнеца.
Большую часть своей юности Г. В. Макаровская с родителями провела в пригороде Саратова в совхозе «Красная звезда». Там она с золотой медалью окончила среднюю школу и поступила на филологический факультет СГУ им. Н. Г. Чернышевского.
В 1950 году окончила филологический факультет СГУ и сразу же поступила в аспирантуру. Научным руководителем аспирантских лет Геры Владимировны был А. П. Скафтымов, а научным консультантом — Ю. Г. Оксман. В 1954 году пришла работать на кафедру истории русской литературы СГУ по приглашению Е. И. Покусаева. Спустя год защитила кандидатскую диссертацию «Роман А. Н. Толстого „Пётр I“: проблема народа и Петра в творчестве Толстого». Её работы до сих пор остаются актуальными в кругах исследователей творчества А. С. Пушкина, А. Н. Толстого; коллег, обращающихся к темам философской проблематики творчества писателей и проблем художественного историзма русской классической литературы.

## Научная и преподавательская деятельность
В сфере научных интересов Г. В. Макаровской:
- История русской литературы XVIII—XX веков;
- История русской критики XIX века;
- История русской поэзии XIX—XX веков;
- Вопросы творчества А. С. Пушкина;
- Вопросы творчества А. Н. Толстого;
- История осмысления пушкинского наследия (А. С. Пушкин — историк);
- Русская литературная критика (Н. Г. Чернышевский, В. Г. Белинский, П. В. Анненков, симовлисты);
- Методика литературной науки;
- Философские аспекты художественного познания;
- Проблемы филологического образования;
- Русская философия рубежа веков.

В разные годы Гера Владимировна Макаровская читала курсы лекций по истории русской литературы XVIII—XIX веков, специальные курсы «Творчество А. С. Пушкина 30-х годов», «Философские аспекты изучения истории русской литературы», «Типы исторического повествования», «Советская историческая проза». Под её руководством на филологическом факультете СГУ им. Н. Г. Чернышевского работал спецсеминар «Типы исторического повествования в русской литературе» и методологический семинар литературоведческих кафедр.
Г. В. Макаровская — автор ряда научных работ. Монографии: «Медный всадник» : итоги и проблемы изучения , Роман А. Н. Толстого «Пётр Первый» : проблема народа и Петра в творчестве Толстого , Типы исторического повествования . Ей принадлежат комментарии в 2-томном издании литературной критики Н. Г. Чернышевского (М., 1981), вступительная статья и комментарий к работе А. П. Скафтымова, статьи в авторитетных словарях и сборниках. Под её редакцией вышло издание снискавшее уважение в гуманитарном мировом сообществе: Попкова Н. А. «Московский телеграф», издаваемый Николаем Полевым : указ. содержания : в 3 вып. / под ред и со вступ. ст. Г. В. Мкаровской. 2-е изд. Саратов, 1990 (первое изд. — Саратов, 1984—1987).

## Культурно-просветительская деятельность
Гера Владимировна Макаровская была активным членом общества «Знание» выступала с лекциями и беседами в саратовских школах, библиотеках, музеях. Г. В. Макаровская — неизменный участник литературно-музыкальных «Филологических суббот» в Областном доме науки и искусства (Саратов).